# Campionato di calcio della Repubblica Socialista Sovietica d'Estonia 1952
Il Campionato di calcio della Repubblica Socialista Sovietica d'Estonia 1952 era la massima divisione del campionato estone ed era un campionato regionale sovietico. La vittoria finale andò al BLTSK che vinse il quarto titolo della sua storia.

## Formula
Le 12 squadre erano divise due gironi (A e B) di 6 squadre; ogni club incontrò le altre in gare di sola andata, per un totale di 5 partite. Le prime 3 di ogni gruppo si incontrarono in un girone per vincere il titolo, le ultime tre si incontrarono in un girone retrocessione: in questi nuovi gironi le 6 squadre ripartirono da zero e si incontrano in gare di andata e ritorno, per un totale di 10 partite.

## Prima Fase

### Gruppo A
| Pos. | Squadra            | Pt | G | V | N | P | GF | GS | DR  |
| ---- | ------------------ | -- | - | - | - | - | -- | -- | --- |
| 1    | BLTSK              | 10 | 5 | 5 | 0 | 0 | 27 | 0  | +27 |
| 2    | Sokol Tallinn      | 7  | 5 | 3 | 1 | 1 | 14 | 2  | +12 |
| 3    | Kalev Kohtla-Järve | 5  | 5 | 2 | 1 | 2 | 11 | 15 | -4  |
| 4    | Spartak Viljandi   | 4  | 5 | 2 | 0 | 3 | 2  | 14 | -12 |
| 5    | Dünamo Rakvere     | 3  | 5 | 1 | 1 | 3 | 3  | 16 | -13 |
| 6    | Kalev Pärnu        | 1  | 5 | 0 | 1 | 4 | 3  | 13 | -10 |

#### Verdetti
- Calcio BLTSK, Sokol Tallinn e Kalev Kohtla-Järve ammessi al girone per le posizioni da 1 a 6
- Spartak Viljandi, Dünamo Rakvere e Kalev Pärnu ammessi al girone per le posizioni da 7 a 12

### Gruppo B
| Pos. | Squadra         | Pt | G | V  | N | P | GF | GS | DR  |
| ---- | --------------- | -- | - | -- | - | - | -- | -- | --- |
| 1    | Dünamo Tallinn  | 10 | 5 | 5  | 0 | 0 | 28 | 4  | +24 |
| 2    | Kalev Narva     | 7  | 5 | 3  | 1 | 1 | 11 | 14 | -3  |
| 3    | ÜSK Tartu       | 6  | 5 | 12 | 0 | 6 | 5  | 10 | -5  |
| 4    | Kalev Tallinn B | 5  | 5 | 2  | 1 | 2 | 1  | 4  | -3  |
| 5    | Dünamo Tartu    | 2  | 5 | 1  | 0 | 4 | 3  | 8  | -5  |
| 6    | Kalev Kivioli   | 0  | 5 | 0  | 0 | 5 | 2  | 10 | -8  |

#### Verdetti
- Dünamo Tallinn, Kalev Narva e ÜSK Tartu ammessi al girone per le posizioni da 1 a 6
- Kalev Tallinn B, Dünamo Tartu e Kalev Kivioli ammessi al girone per le posizioni da 7 a 12

## Seconda Fase

### Posizioni 1-6
|                       | Pos. | Squadra            | Pt | G  | V  | N | P  | GF | GS | DR  |
| --------------------- | ---- | ------------------ | -- | -- | -- | - | -- | -- | -- | --- |
| RSS Estone (bandiera) | 1    | BLTSK              | 20 | 10 | 10 | 0 | 0  | 50 | 3  | +47 |
|                       | 2    | Sokol Tallinn      | 13 | 10 | 6  | 1 | 3  | 20 | 13 | +7  |
|                       | 3    | Kalev Kohtla-Järve | 10 | 10 | 4  | 2 | 4  | 10 | 18 | -8  |
|                       | 4    | Kalev Narva        | 9  | 10 | 4  | 1 | 5  | 17 | 21 | -4  |
|                       | 5    | Dünamo Tallinn     | 8  | 10 | 4  | 0 | 6  | 22 | 12 | +10 |
|                       | 6    | ÜSK Tartu          | 0  | 10 | 0  | 0 | 10 | 1  | 53 | -52 |

### Posizioni 7-12
|  | Pos. | Squadra          | Pt  | G | V | N | P  | GF | GS  | DR |
|  | ---- | ---------------- | --- | - | - | - | -- | -- | --- | -- |
|  | 7    | Kalev Tallinn B  | 10  | 6 | 1 | 3 | 30 | 9  | +21 | 13 |
|  | 8    | Kalev Pärnu      | 10  | 5 | 0 | 5 | 19 | 17 | +2  | 10 |
|  | 9    | Spartak Viljandi | 10  | 4 | 2 | 4 | 22 | 21 | +1  | 10 |
|  | 10   | Kalev Kivioli    | 10  | 4 | 2 | 4 | 18 | 19 | -1  | 10 |
|  | 11   | Dünamo Rakvere   | 10  | 2 | 5 | 3 | 11 | 22 | -11 | 9  |
|  | 12   | Dünamo Tartu     | 108 | 3 | 2 | 5 | 11 | 23 | -12 | 8  |